# Teer guichelheil
Teer guichelheil (Anagallis tenella, basioniem: Lysimachia tenella) is een soort uit de sleutelbloemfamilie (Primulaceae). 

## Determinatie
De determinatie van teer guichelheil is zowel in vegetatief, bloeiend als vruchtdragend stadium gemakkelijk. Het is een vaste, kruidachtige chamefyt die tere, draadvormige, kruipende stengels vormt die wortelen op hun knopen. De plant bereikt een gemiddelde hoogte van 5–12 cm. De bladeren zijn kort gesteeld, rondachtig-eirond en hebben geen zwarte klierpuntjes. De bladstand is vrijwel altijd tegenoverstaand (zelden verspreid). Teer guichelheil bloeit van juni tot augustus. De bloemkroon is roze van kleur en twee tot drie maal zo lang als de kelk. De helmdraden zijn dichtbehaard. De komvormige vrucht betreft een 0,8 mm lange en 0,6 mm brede doosvrucht met een centrale zaaddrager, die bij rijpheid met een dekseltje openspringt.
Het aantal chromosomen betreft 2n  =  22.

### Gelijkende taxa
Teer guichelheil is in de vegetatietypen waarin ze voorkomt moeilijk te verwarren met andere plantensoorten. De meest gelijkende soort hierbinnen is waterpostelein, die omgekeerd-eironde tot spatelvormige bladeren en véél kleinere, weinig opvallende bloemen heeft. De enige andere in Nederland en Vlaanderen inheemse soort uit het geslacht guichelheil, Anagallis arvensis (waar de ondersoorten blauw en rood guichelheil onder vallen), komt op heel andere standplaatsen voor (akkers en ruderaal terrein) en heeft klierpuntjes.

## Ecologie
Teer guichelheil groeit op natte, oligotrofe tot mesotrofe, zwak zure, venige leem- of zandgronden in de volle zon. Ze wordt aangetroffen in natte duinvalleien, natte heiden, kalkmoerassen, minerotrofe/kwelgevoede schraalgraslanden en langs vennen, beekoevers en vochtige paden in natuurgebieden. De soort verschijnt de laatste jaren ook veel op plagplekken en drassige kapvlakten op natuurontwikkelingsterreinen. De zaadverspreiding geschiedt voornamelijk door watervogels; daarnaast vermeerdert de soort zich ook op vegetatieve wijze.
Teer guichelheil is zeldzaam geworden door cultuurtechnische ingrepen die ver-thema's tot gevolg hebben: verdroging (door ontwatering), vermesting (door bemesting) en verwaarlozing (door het laten dichtgroeien van de standplaatsen). Door natuurbeheersmaatregelen als plaggen op de juiste plekken wordt relatief vaak met succes de zaadbank aangesproken en is deze negatieve trend gekeerd en momenteel zelfs positief geworden.

### Syntaxonomie

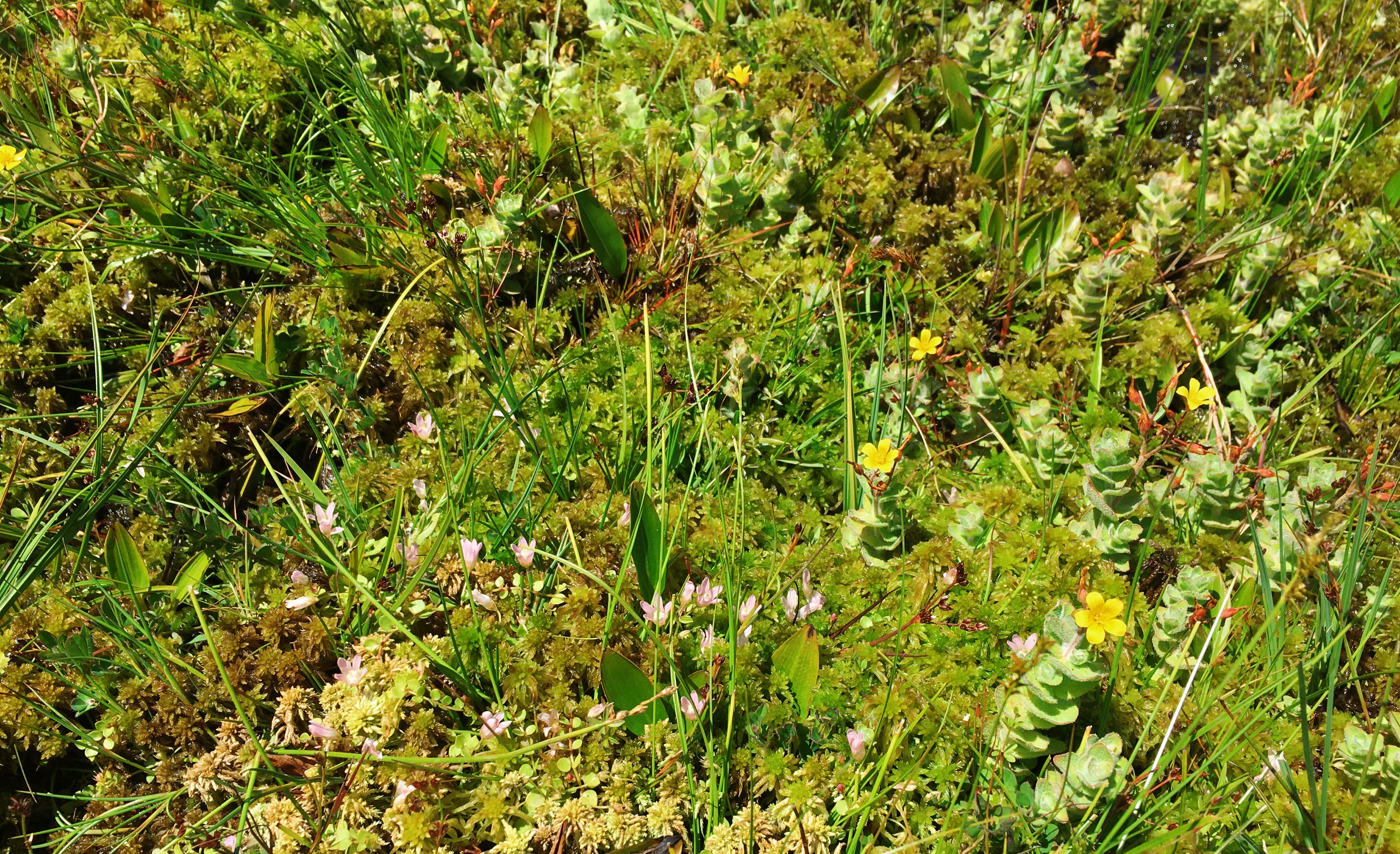
Teer guichelheil in een veenmosrijk gradiënt van de oeverkruid-klasse naar de klasse van kleine zeggen.

Teer guichelheil kan in verscheidene minerotrafente syntaxa – van verschillende vegetatieklassen – worden aangetroffen. Het gaat vooral om gemeenschappen uit de klasse van kleine zeggen en de oeverkruid-klasse (vaak ook op de gradiënten tussen deze twee klassen). Verder wordt de soort ook weleens aangetroffen in vegetatie van de dwergbiezen-klasse en de pijpenstrootje-orde.
In Vlaanderen en het Brussels Hoofdstedelijk Gewest staat teer guichelheil te boek als indicatorsoort voor het vochtig schraalgrasland (hm), een karteringseenheid van de Biologische Waarderingskaart (BWK).

## Verspreiding
Het verspreidingsgebied van teer guichelheil omvat hoofdzakelijk West- en Zuidwest-Europa, met zuidelijke uitstralingen tot in Noord-Afrika en oostelijke uitstralingen tot in aangrenzend Azië.
In Nederland is teer guichelheil zeldzaam. De zwaartepunten liggen alhier in Noord-Brabant, de Voornse en Texelse duingebieden en in De Graafschap; daarbuiten is de soort (bijna) verdwenen. De soort staat op de Nederlandse Rode Lijst als 'zeldzaam' en 'stabiel of in aantal toegenomen'.

## Cultivatie
De plant wordt ook in de siertuin gebruikt. Een hiervoor gebruikte cultivar is Anagallis tenella 'Sunrise'.

## Trivia
- De naam van het Heempark De Tenellaplas bij Rockanje op het Zuid-Hollandse eiland Voorne is ontleend aan de spontane vestiging van teer guichelheil in deze heemtuin.

## Fotogalerij

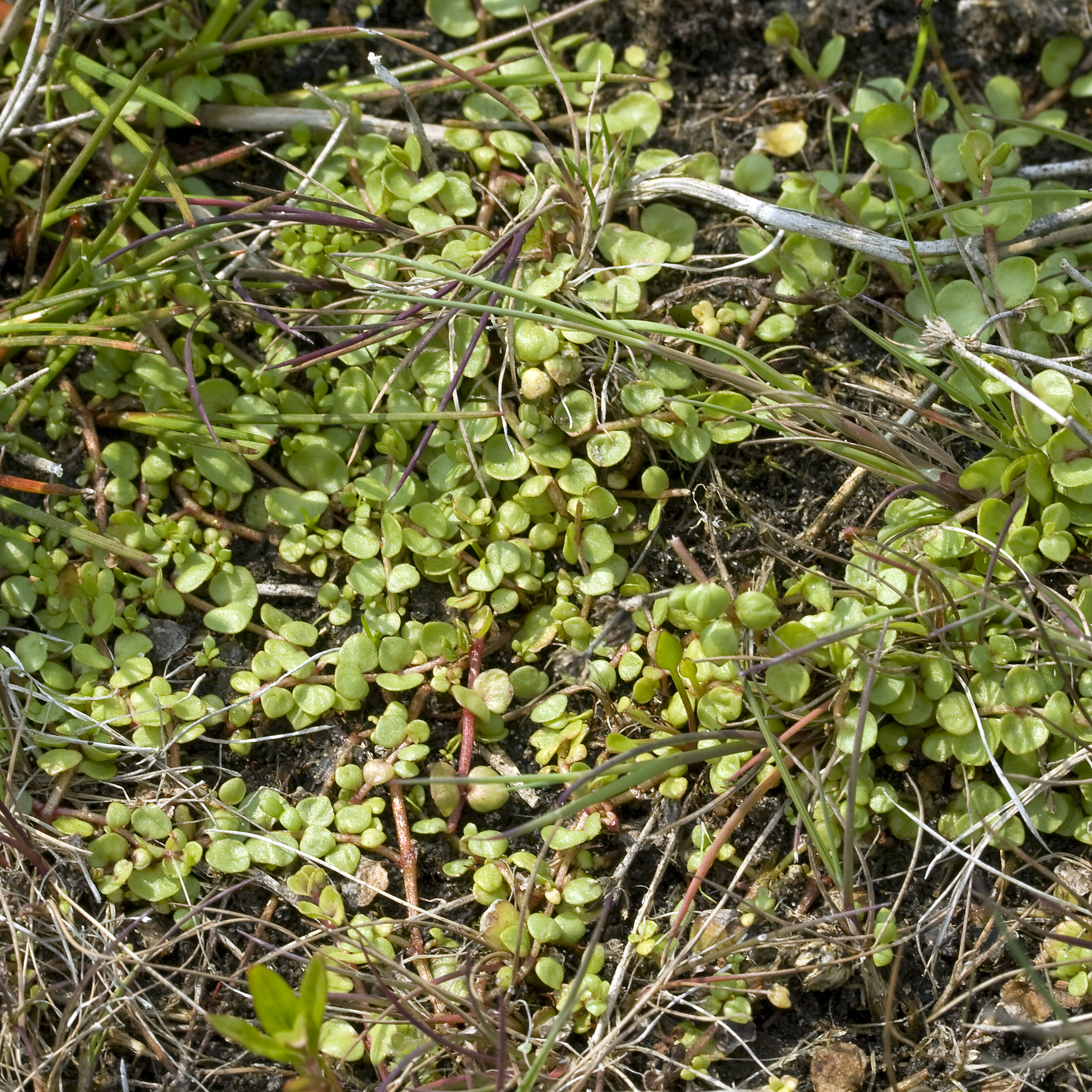
Planten
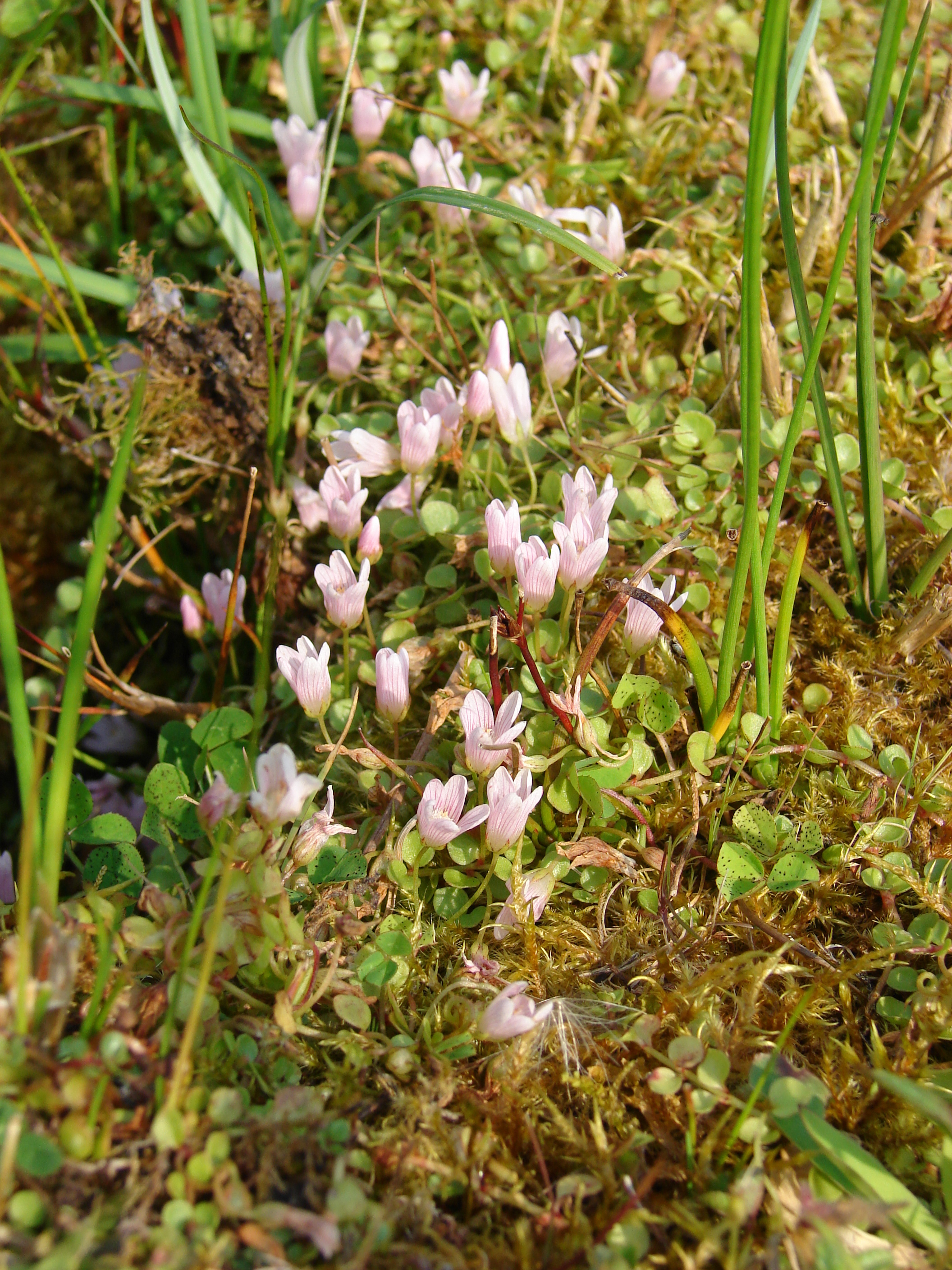
Bloemen
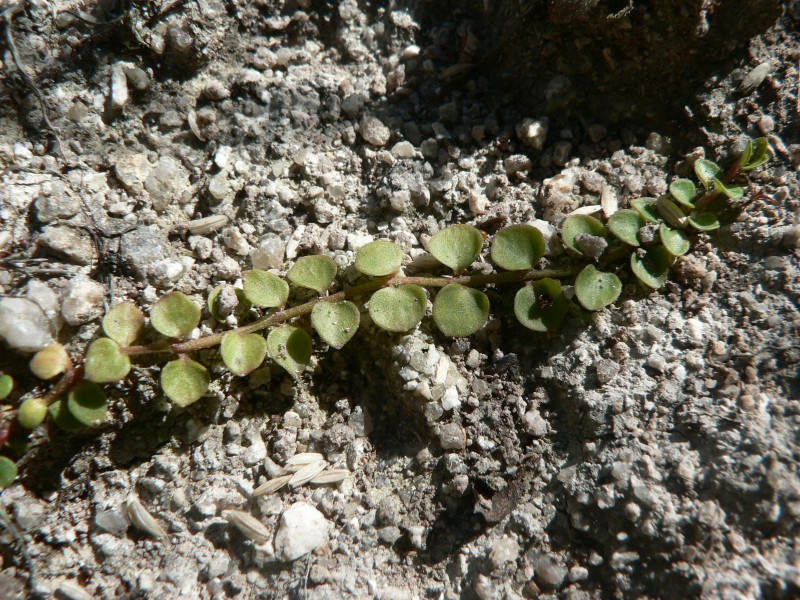
Stengel
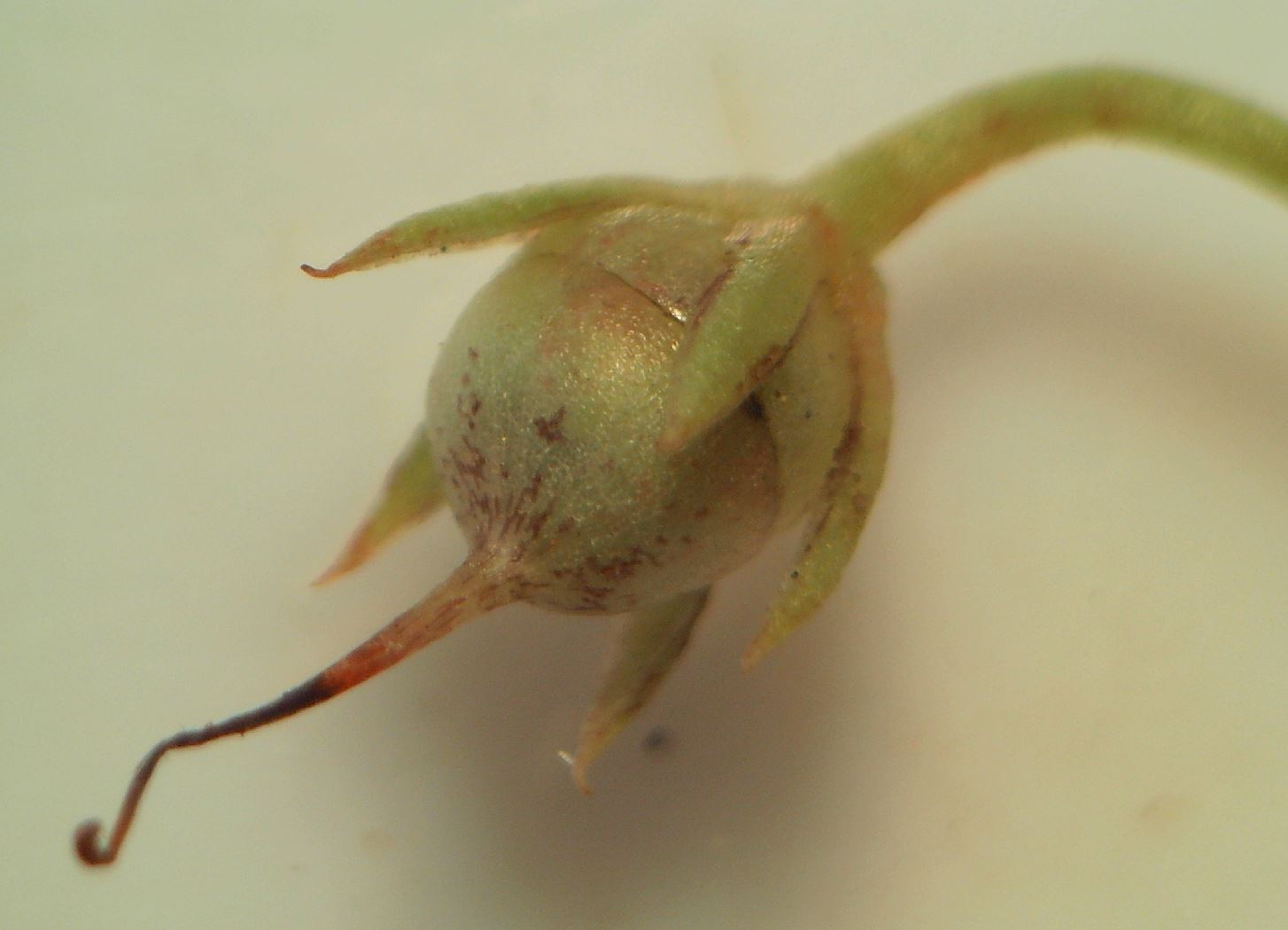
Vrucht
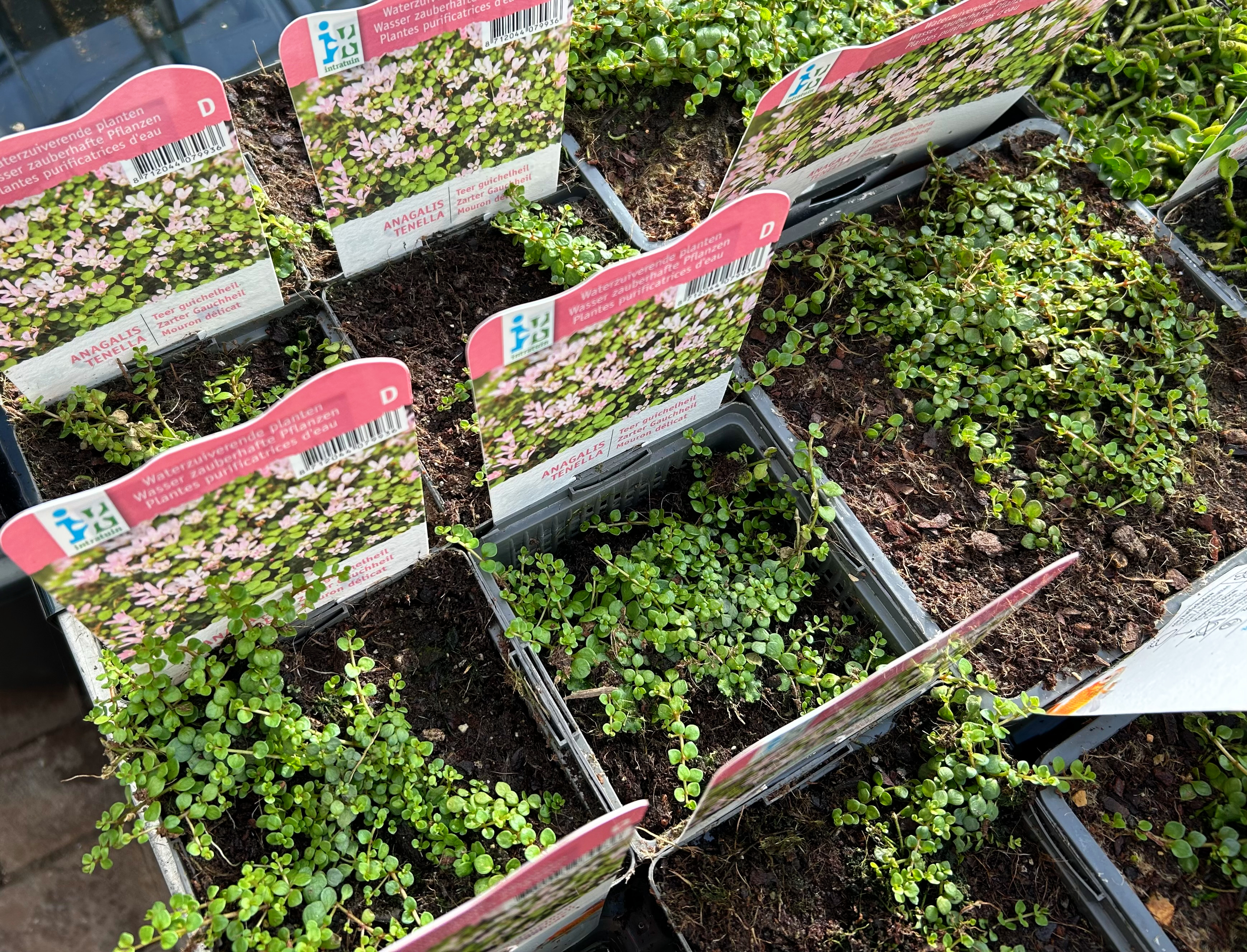
Gecultiveerde exemplaren in een tuincentrum